# 滬軍營路
滬軍營路是中華人民共和國上海市黃浦區南浦大橋下一條歷史上的道路，長度200多米，連接中山南路和苗江路，現已不復存在，並成為一個名為南浦大橋 (滬軍營路)的巴士總站。
1875年，清朝在此設立撫標滬軍營。這是一個受江蘇巡撫下轄的蘇松太道管轄的地方軍事力量。1904年，清朝將撫標滬軍營內的青壯年改組為警察，並將撫標滬軍營遣散。原來的軍營營地被同仁輔元堂購買。原本駐紮在軍營的軍人曾在光復上海時攻佔江南製造局。1911年，同仁輔元堂將營地的一半領土送給了普育堂。